# Nalles show
Nalles show var en dokusåpa på Kanal 5 i åtta delar som hade premiär 2001. Genom serien fick man följa "ett gäng individer" som skulle sätta ihop en show och turnera med den genom Sverige. Genom programmet blev  Nalle Knutsson känd för allmänheten och han prisades för sin insats i serien på QX Gaygalan 2001. Medverkande var även Jugge Nohall.  

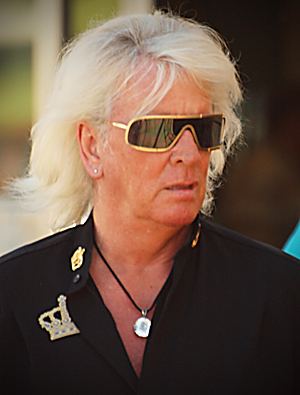
Nalle Knutsson.

Programmet gjordes av produktionsbolaget Spader Knekt med Johan Kling som producent.